# Sportvagns-VM 1988
Sportvagns-VM 1988 vanns av Martin Brundle och Jaguar.

## Delsegrare
| Bana         | Vinnare                                      | Märke    |
| ------------ | -------------------------------------------- | -------- |
| Jerez        | Jean-Louis Schlesser Jochen Mass Mauro Baldi | Mercedes |
| Jarama       | Martin Brundle Eddie Cheever                 | Jaguar   |
| Monza        | Martin Brundle Eddie Cheever                 | Jaguar   |
| Silverstone  | Martin Brundle Eddie Cheever                 | Jaguar   |
| Le Mans      | Andy Wallace Johnny Dumfries Jan Lammers     | Jaguar   |
| Brno         | Jean-Louis Schlesser Jochen Mass             | Mercedes |
| Brands Hatch | Martin Brundle Eddie Cheever John Nielsen    | Jaguar   |
| Nürburgring  | Jean-Louis Schlesser Jochen Mass             | Mercedes |
| Spa          | Mauro Baldi Stefan Johansson                 | Mercedes |
| Fuji         | Martin Brundle Eddie Cheever John Nielsen    | Jaguar   |
| Sandown      | Jean-Louis Schlesser Jochen Mass             | Mercedes |

## Slutställning
| Plats | Förare               | Märke    | Poäng |
| ----- | -------------------- | -------- | ----- |
| 1     | Martin Brundle       | Jaguar   | 240   |
| 2     | Jean-Louis Schlesser | Mercedes | 208   |
| 3     | Mauro Baldi          | Mercedes | 188   |
| 4     | Eddie Cheever        | Jaguar   | 182   |
| 5     | Jochen Mass          | Mercedes | 180   |
| 6     | Klaus Ludwig         | Porsche  | 145   |
| 7     | John Winter          | Porsche  | 140   |
| 8     | Frank Jelinski       | Porsche  | 135   |

## Team-VM
| Plats | Team            | Poäng |
| ----- | --------------- | ----- |
| 1     | Jaguar          | 357   |
| 2     | Mercedes        | 275   |
| 3     | Joest Racing    | 189   |
| 4     | Brun Motorsport | 94    |
| 5     | Spice           | 78    |
| 6     | Porsche         | 75    |